# Walter typ B
Walter typ B byl dvouválcový motocykl s motorem do V. Tyto motorové stroje začal Josef Walter vyrábět v roce 1905. Dvouválcové motocykly byly ve výrobě až do roku 1913.

## Vznik a vývoj
První motocykl typ A začal Walter vyvíjet v roce 1900, dokončen byl na přelomu let 1901–1902. V roce 1905, ještě ve starých dílnách v Kinského ulici č.p. 218 (nyní Štefánikova 218/3), Walter vyvinul další motocykl, dvouválec typ B. První dvouválcový motocykl měl motor o objemu 500 cm³ a výkon 4 k/2,9 kW.
Na výstavě automobilů a motocyklů v Praze, konané za pořadatelství Českého klubu automobilistů (ČKA) a Českého klubu motocyklistů (ČKM) v dubnu 1905 na pražském výstavišti vystavoval Walter již 6 strojů, jednoválcové o výkonu 3-3,5 HP a nově i dvouválcové o výkonu 4-4,5 HP. O rok později, v dubnu 1906 na II. mezinárodní výstavě automobilů a motorových kol vystavoval pražský konstruktér Walter jednoválce o výkonu 3,5 HP a dvouválce o výkonech 4, 5 a 6 HP s různým vrtáním 68, 75 nebo 80 mm. Stroje dvouválcové byly vystavovány i s postranními vozíky. U dvouválcového stroje se zvětšeným karburátorem (oproti typu A) přihlásila továrna patent na přesné zapalování (1907), kterého bylo docíleno dvěma excentrickými koly, čímž byla u těchto motorů do V vyrovnána úhlová diference mezi válci vzhledem k postavení kotvy magnetu. Nové modely měly moderní otevřené rámy.
V letech 1902–1914 vyráběl Walter jednoválcové (Typ A), dvouválcové (Typ B) motocykly, motorové tříkolky (typy C a D). Motocykly byly vyráběny v dílnách ve smíchovské ulici Na Zatlance č.p. 1120, kam dílnu do nových prostor o ploše dílen a kanceláří 350 m2, přestěhoval v roce 1905. Na III. pražském saloně automobilovém konaném 24. března až 1. dubna 1907 vystavoval Walter v průmyslovém paláci na pražském výstavišti "motocykle" (dle vzoru motýle) jednoválcové i dvouválcové.  Motocykly byly průběžně modernizovány, zhruba od roku 1908 zavedl Walter typové označení svých strojů – jednoválcové Typ A a dvouválcové Typ B. Na autosalonu v březnu 1908 představil Walter stroje vybavené lamelovou spojkou a řetězovým převodem.

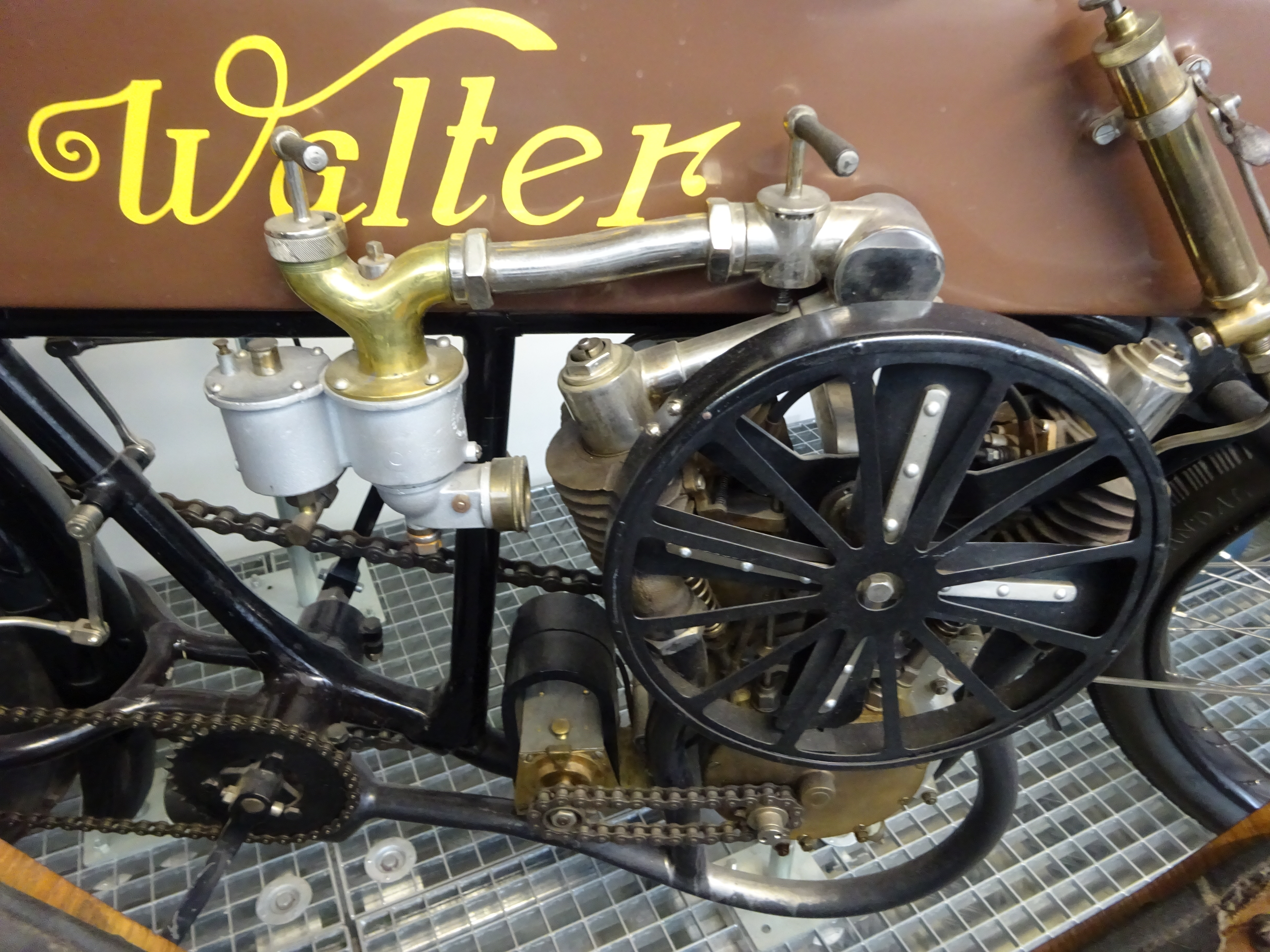
Walter typ B (1909), detail motoru

V letech před I. světovou válkou si Waltrova továrna nemohla stěžovat na nedostatek zákazníků. Všechny její výrobky – jak motocykly tak i tříkolky a později i automobily – byly prodány dříve, než byly dokončeny. Ani autosalony nečinily výjimku a u všech vystavovaných vozidel se vždy hned první den skvěly tabulky „prodáno“. Od roku 1905 stavěl Walter dvouválcové stroje, zpravidla od roku 1907 vybavené i přívěsným vozíkem (sajdkárou), od roku 1910 známe tříkolky a od roku 1911 i automobily W-III, W-II a W-I. I proto výroba dvouválcových strojů slábne a je ukončena v roce 1913, kdy Walter zprovoznil novou továrnu v Jinonicích u Prahy. Naposledy byly jednoválcové a dvouválcové motocykly (po dvou exemplářích) společnosti J. Walter & spol. založené v roce 1911 vystaveny na XI. automobilového salonu na pražském výstavišti 12.-19. dubna 1914. Výrobu motocyklů ukončil v podstatě požár v jinonické továrně 27. srpna 1914, kdy byla vážně poškozena třetina továrny, a I. světová válka.

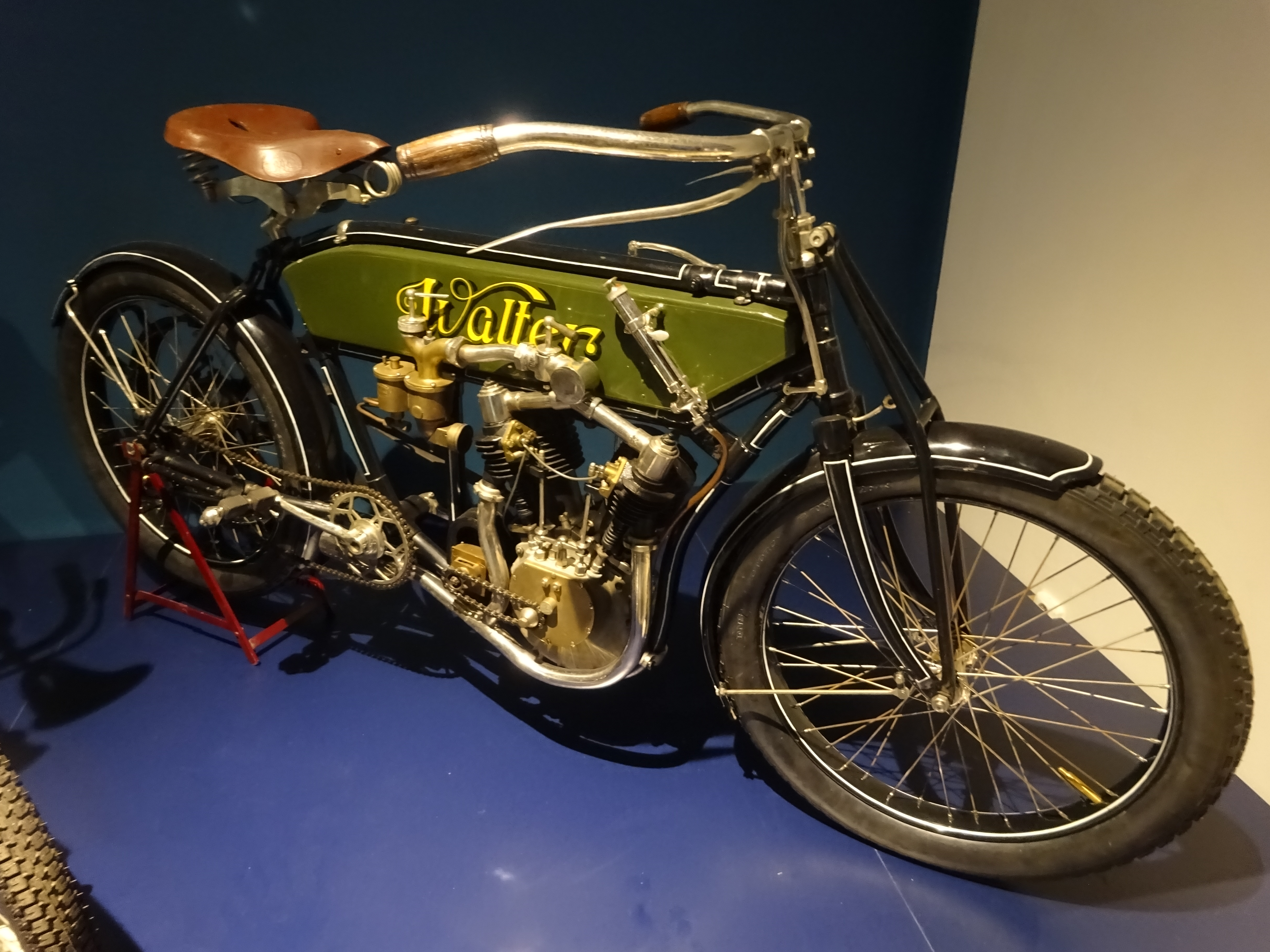
Walter, typ B (1913), Technické Muzeum Brno 2024

Konkurenci pro Waltra představovaly především stroje Laurin & Klement (1899-1914), stroje Orion Viléma Michla (1902-1932) resp. rakouské a německé stroje Puch Graz, N.S.U. Neckarsulm a BMW Mnichov. Ostatní čeští výrobci (Torpedo Kolín, Zeus/Linser Liberec, Rösler & Jauerling Ústí nad Labem, z Prahy B. Merfait a Jelínek atd.) vyráběli motocykly max. v desítkách kusů. Motocyklů Walter typu A a B bylo vyrobeno kolem 300 kusů. Motocykly Walter vynikaly kvalitou zpracování a spolehlivostí. Brzo se staly jednou z nejoblíbenějších značek v českých zemích.

## Popis motocyklu
Typ B byl jednostopé motorové vozidlo, zprvu podle dnešních hledisek kombinace motocyklu a bicyklu. Stroj měl i druhý řetězový pohon ovládaný šlapkami, který se používal při poruše motorového pohonu.
Vzduchem chlazený vidlicový dvouválec měl odtrhovací zapalování bez svíček magnetkou Bosch, poháněnou řetězem od rozvodových kol. Mazání bylo prováděno ruční pístovou pumičkou. Rychlost jízdy byla regulována množstvím nasávané směsi klapkovým ventilem v sacím potrubí od karburátoru. Stroj měl samočinné otvírání sacích ventilů a byl vybaven i dekompresorem.
Zážehový čtyřdobý motor typu B z roku 1906 měl zdvihový objem 602 cm³ při vrtání válce 72 mm a zdvihu 74 mm. Měl však ještě nesnímací hlavy válců, ostré hrany bloku s přívodem oleje do levé části motoru. Mechanismus zapalování byl od roku 1907 poháněn excentrickými rozvodovými ozubenými koly k vyrovnání úhlové diference mezi polohou kotvy magnetu při maximálním toku silokřivek a polohou pístů ve válcích. Bez vypínání motoru bylo možno využívat rychlost stroje mezi 5-70 km/h. Pro snadné rozjíždění především ve spojení s postranním vozíkem (spíše sedátkem), byl od roku 1908 uplatněn dvoustupňový planetový převod v náboji zadního kola a tehdy ne zcela běžný neutrál. Spojka firmy Fichtel & Sachs byla desetilamelová. Tato verze motoru byla zvláště využívána právě u dvoustopých strojů, které Walter začal vyrábět v roce 1907, a odpadlo tak dříve nezbytné roztlačování strojů. V tomto období do výroby zavedené dvouválce měly již snímací hlavu válce a u všech motocyklů byla použita bronzová pouzdra ložisek, která zabezpečila pevnější uložení ložisek v motorové skříni. Od roku 1908 byly některé Waltrovy stroje vybaveny řetězovým převodem, byť i pohon plochým řemenem byl nadále využíván. Motorové bloky z let 1908-9 měly již bloky se zaoblenými hranami. Pro verze určené pro jízdu s postranními vozíky byl výkon motoru zvýšen na 5,1 kW/7 HP a objem válců na 840 cm³.

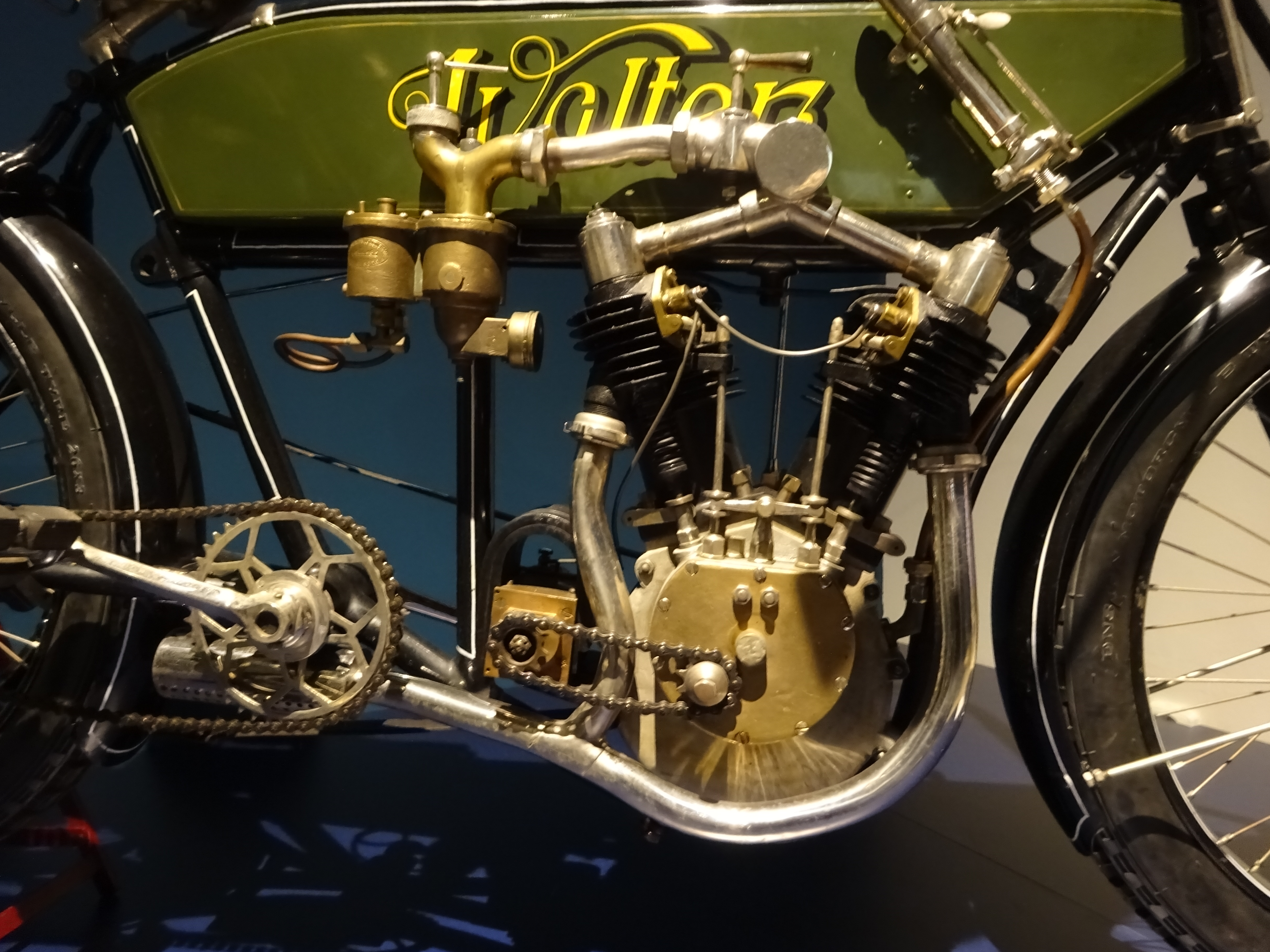
Walter, typ B, detail motoru (1913), Technické Muzeum Brno 2024

V letech 1911–3 měl typ B, vybavený karbidovou svítilnou, houkačkou a brašnou na nářadí upevněnou v rámu, motor o zdvihovém objemu 750 cm³ (75x85 mm) s výkonem 3,7 kW/5 HP. Tyto stroje měly nové rámy s trojúhelníkovými úchyty pro přichycení sajdkáry. Novinkou roku 1912 byla instalace čelisťových brzd. Motocykl měl hmotnost 90 kg a dosahoval maximální rychlosti 75 km/h.
Nejsilnějším dvouválcovým motorem do V z dílny Josefa Waltera, vyráběný od roku 1910, byl typ se zdvihovým objemem 1022 cm³ o výkonu 5,9 kW/8 HP (při vrtání 85 mm a zdvihu 90 mm) a byl zastavován především do známých tříkolek Walter.

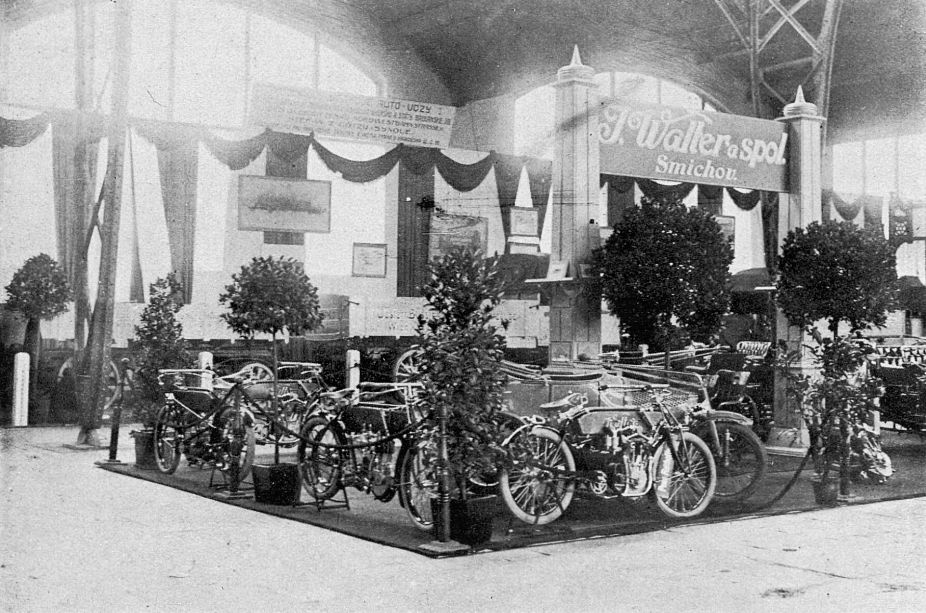
Expozice společnosti J. Walter & spol. na pražském autosalonu (1912)

## Sportovní úspěchy
Přestože se tyto motocykly nestavěly pro sportovní účely, tak se brzo objevily v závodních podnicích. Zprvu to byly stroje soukromých jezdců a příznivců značky. Teprve později vyslal Walter do závodních podniků a soutěží tovární jezdce. Před I. světovou válkou startovaly tyto motocykly v soutěžích Českého klubu motocyklistů (ČKM) a Českého klubu automobilistů (ČKA) na trati Praha–Tábor–Písek–Praha, závodech do vrchu Zbraslav–Jíloviště, na závodech mezi 19. a 23. km na silnici Praha–Dobříš atd. Josef Walter vždy zdůrazňoval, že do závodů nevysílá žádné speciální závodní stroje, nýbrž běžné cestovní motocykly. Přesto v řadě případů cestovní motocykly Walter vítězily v absolutním pořadí "motorových kol".
Soutěž Č. K. M. se konala 7. října 1906 na trati Praha–Tábor–Písek–Praha v délce 226,4 km. Start byl o 7. hodině ranní U zelené lišky na Pankráci. Odstartovalo 37 strojů (ze 43 přihlášených). Na dvouválcových strojích Walter s přívěsem startoval R. Veverka, bez přívěsu Kittl, B. Merfeit, ing. H. Emming, ing. J. Heller a Večerník. Walterovy stroje dobyly 1. ceny v třídě motorek továrních (jezdec Merfait na stroji o výkonu 6HP), 1. cenu v třídě motorek soukromníků (jezdec ing. H. Emming na stroji o výkonu 4HP) a 2 třetí ceny (Rada 4HP, Veverka 6HP).
Předzvěstí těchto úspěšných účastí v závodech byla dálková jízda uskutečněná v  roce 1907, kdy byla vykonána jízda Praha–Terst a zpět se dvěma motocykly Walter B (dvouválec 6 HP) a Walter A (jednoválec 3 HP). Na cestě měřící 1665 km „ani stroje, ani gumy Miskolczy nevolaly po pomoci svých pánů“ – Jozy Papeže a dr. Dittricha. Do Terstu jeli přes Vídeň a Štýrský Hradec, zpět přes Celovec, Liezen, Linec a Č. Budějovice.
V roce 1908 startovalo 25. března v I. ročníku závodě do vrchu Zbraslav–Jíloviště 5 dvouválcových strojů Walter. V třídě cestovních motocyklů obsahu válců nad 0,6 litru obsadil dr. Dittrich 3. místo a R. Hejna 6. místo (kat. III). V kategorii motorek nad 0,6 l objemu válců s přívěsem Alex. Štorch skončil na 2. místě a K. Bělský (s řetězovým převodem) na 4. místě a R. Veverka hned za ním. Na konci prázdnin uspořádal Klub velocipedistů Praha 1883 mezi 14. a 20. srpnem jízdu Praha–Mnichov a zpět pro 5 motocyklistů na 3 strojích Walter s tím, že 2 jeli s přívěsem a jeden solostroj. Jízdy se účastnili p. Bělský, Hejna, Rada (otec a syn) a Winter. Cestu vykonali výletníci průměrem 40 km/h, ačkoliv místy museli jet po velmi špatných silnicích, napsaly Národní listy (je pouze otázkou, jak v roce 1908 vypadaly špatné silnice).

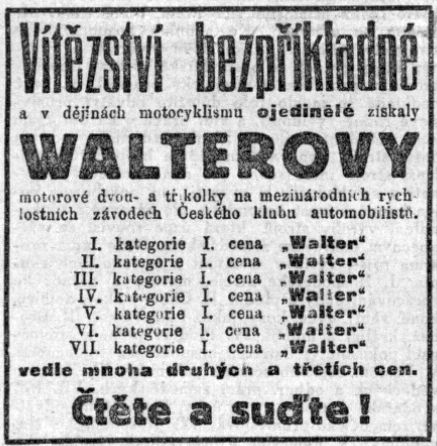
Inzerát v Národních listech po vítězství ve všech kategoriích v závodě Jíloviště-Řídká 1912

Soutěž spolehlivosti motorek Č. K. M. se uskutečnila 26. září 1909, kde stroje Walter dosáhly impozantního úspěchu. Do závodu na trase Praha–Tábor–Písek–Dobříš odstartovalo 22 strojů a 19 z nich dojelo do cíle, z čehož 18 motocyklů bylo značky Walter. Na solo dvouválcích typu B startovali Slavík (vrtání 70 mm), dr. J. Zátka, Fr. Rada, ing. J. Heller (všichni vrtání 75 mm) a dr. Karel (vrtání 78 mm), na dvouválcích s přívěsem odstartovali K. Tuček a Bachmann (vrtání 70 mm), dr. Karel Řehák a  B. Bělský (vrtání 75 mm). Počasí soutěži, stejně jako v předchozích ročnících 1904 a 1906, vyloženě nepřálo. Po mokrém dláždění kdekdo upadl a potloukl se, popř. poškodil stroj (B. Bělský, ing. Heller). Od startu měli jezdci kousek sucho, ale od Poříčí n. S. byla cesta špatná a v Benešově číhaly všechny hrůzy dlažby se slizkým blátem. Potom byla cesta do Písku výborná a i do cíle v Dobříši byla "manifik", jak uvedly Národní listy.  Po výborové schůzi ČKM 4. října byly vyhlášeny oficiální výsledky soutěže. V II. kategorii (nad 4 k bez přívěsu) obsadili na dvouválcích Walter 2.-7. místo dr. Karel, K. Slavík, dr. Jar. Zátka, Fr. Rada z Prahy, Klement Adamec a druhý Fr. Rada z Libušína. V III. kategorii (motocykly do 6 k s přívěsem) dojeli pouze jezdci na Waltrech v pořadí K. Tuček, K. Bachmann a K. Řehák. A ve IV. kategorii motorek s přívěsem nad 6 k dojeli opět jen Waltry v pořadí R. Horák, Ed. Endel (kadeřník z Malé Strany, pozdější první majitel tříkolky Walter), Kar. Bělský a G. Jeřábek.

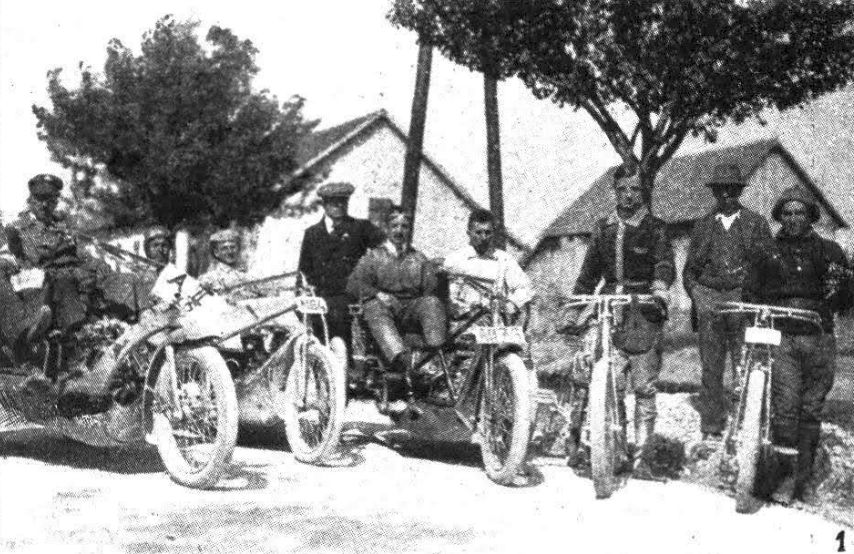
Závod do vrchu Riederberg, 1. června 1913, tým Walter zleva: 3 tříkolky Walter (ing. Vladimír Tobek, A. Hunek, Homola) a 2 motocykly Walter Typ B (Dr. Jaroslav Zátka, Klement Adamec)

O rok později (23. října 1910) v závodě motorek ČKA na dobříšské silnici mezi 19. a 23. kilometrovníkem, kterého se účastnilo 29 "vehiklů" v II. kategorii dojel na 5. místě Slavík (jednoválcovky s vrtáním 70–85 mm, dvouválcovky 50–70 mm), ve III. kategorii (jednoválcovky nad 85 mm, dvouválce přes 70 mm) vyhrál dr. Jaroslav Zátka před Klementem Adamcem (oba Walter). V motocyklech s přívěsem (IV. kat., jednoválce do 95 mm, dvouválce do 75 mm) obsadil Tuček na Walteru 2. místo a konečně v V. kategorii motorek s přívěsem (jednoválce nad 95 mm, dvouválce přes 85 mm) zvítězil Matzka před Jeřábkem, Budyňským a Rudigrem (všichni Walter). VI. kategorie byla vyhrazena tříkolkám, zde si to o vítězství rozdali I. Fehrer a sám Josef Walter. Zvítězil Fehrer o necelých 5 vteřin.
V roce 1911 se závodu do vrchu Zbraslav-Jíloviště zúčastnili i jezdci na motocyklech Walter (solo i s přívěsem), v III. kategorii min. hmotnost 65 kg a výkon 4,5–6 k Arn. Buschbek a Fr. Malina, ve IV. kategorii nad 75 kg a výkon nad 6 k dr. Jar Zátka a v V. kategorii (motorky s přívěsem a tříkolky) Josef Růžko a Gustav Matzka. V III. kategorii však přihlášení jezdci na strojích Walter nestartovali, ve IV. kategorii dr. Zátka skončil na cestovním motocyklu v čase 4:27,2 min na 2. místě za celkovým vítězem závodu v motocyklech, za R. Medingerem na závodním motocyklu firmy Jan Puch, a.s. ze Štýrského Hradce (3:57,2 min, rekord tratě). V motorkách s přívěsem zvítězil Josef Růžko. V komentáři k závodu bylo vysloveno politování, že se nezúčastnily motorové tříkolky Josefa Waltra, které tak mrštně překonávají vrchy. 
V mezinárodním závodě ČKA motorových kol a tříkolek, který se konal 13. října 1912 na dobříšské silnici mezi 19. a 23. kilometrovníkem (později se závod jezdil jako Jíloviště–Řidká) ve všech kategoriích (I.–VII.) ojediněle a bezpříkladně zvítězily motocykly a tříkolky Walter. V II. kategorii (jednoválcovky s vrtáním 70-85 mm, dvouválcovky 50–70 mm) zvítězil Dolanský, v III. kategorii (jednoválce přes 85 mm, dvouválce přes 70 mm) zvítězil Klement Adamec, v motorkách s přívěsem (jednoválce do 95 mm, dvouválce do 75  mm) zvítězil K. Slavík a v V. kategorii jednoválce přes 95 mm s přívěsem resp. dvouválce přes 75mm s přívěsem zvítězil A. šlechtic z Lehmanů. Poslední dvě kategorie byly určeny tříkolkám, kde zvítězili na tříkolkách Walter E. Engel a Tobek. "Senzací dne byl čas Adamcův", jak uvedly Národní listy. Projel čtyřkilometrovou trať rychlostí téměř 90 km v hodině.
Na III. ročníku závodu do vrchu Zbraslav-Jíloviště obsadil Klement Adamec 13. dubna 1913 v III. kategorii (motocykly o výkonu 3–4,5 k) za Fritschem na N.S.U. 2. místo (Walter). Na dalších místech na Waltrech dojeli Kratochvíle a Novotný. V kategoriích motorky s přívěsem (Slavík) a v tříkolkách (Tobek se spolujezdcem Knappem, před nadpor. Dostálem a Fořtem - všichni Walter) rovněž zvítězily stroje Walter. Tým Walter zvítězil 1. června 1913 na závodu do vrchu Riederberg u Vídně a dosáhl nejlepšího času mezi cyclecary. Zde startovaly 3 tříkolky Walter, vyhrál Tobek, na 2. místě v tříkolkách skočil A. Hunek a Homola dojel na 3. místě. V motocyklech na typu B vyhrál Dr. Jaroslav Zátka před Klementem Adamcem. Posledním závodem sezony, kde startovaly dvouválce Walter, byl závod motorových kol Jíloviště-Řídká, konaný na dobříšské silnici 26. října 1913. V kategorii o obsahu válců do 700 cm³ obsadil 3. místo Dolánský za vítězným Fritschem na NSU a do 850 cm³ zvítězil dr. Zátka (3. byl Novotný a 5. Kratochvíle, všichni Walter typ B).
Zřejmě posledním, vítězným závodem před I. světovou válkou, kde startovaly motocykly Walter typu B, byl IV. ročník závodu do vrchu Zbraslav-Jíloviště uskutečněný 5. dubna 1914. Zde v III. kategorii motorek se zdvihovým objemem do 750 cm³ s jistotou zvítězil JUC. Novotný v čase 4:54,6 min před Kratochvílem na stejném stroji a v kategorii do 1000 cm³ skončil Slavík na 5. místě. JUC. Novotný na cestovní dvoukolce Walter dosáhl nejlepšího času ze všech motocyklů a stal se v silné mezinárodní konkurenci celkovým vítězem celé kategorie motorových kol.
Ještě po I. světové válce se zřídka objevily předválečné stroje Walter na některých závodech pořádaných od roku 1919 Československým klubem automobilistů (ČsKA).

## Galerie

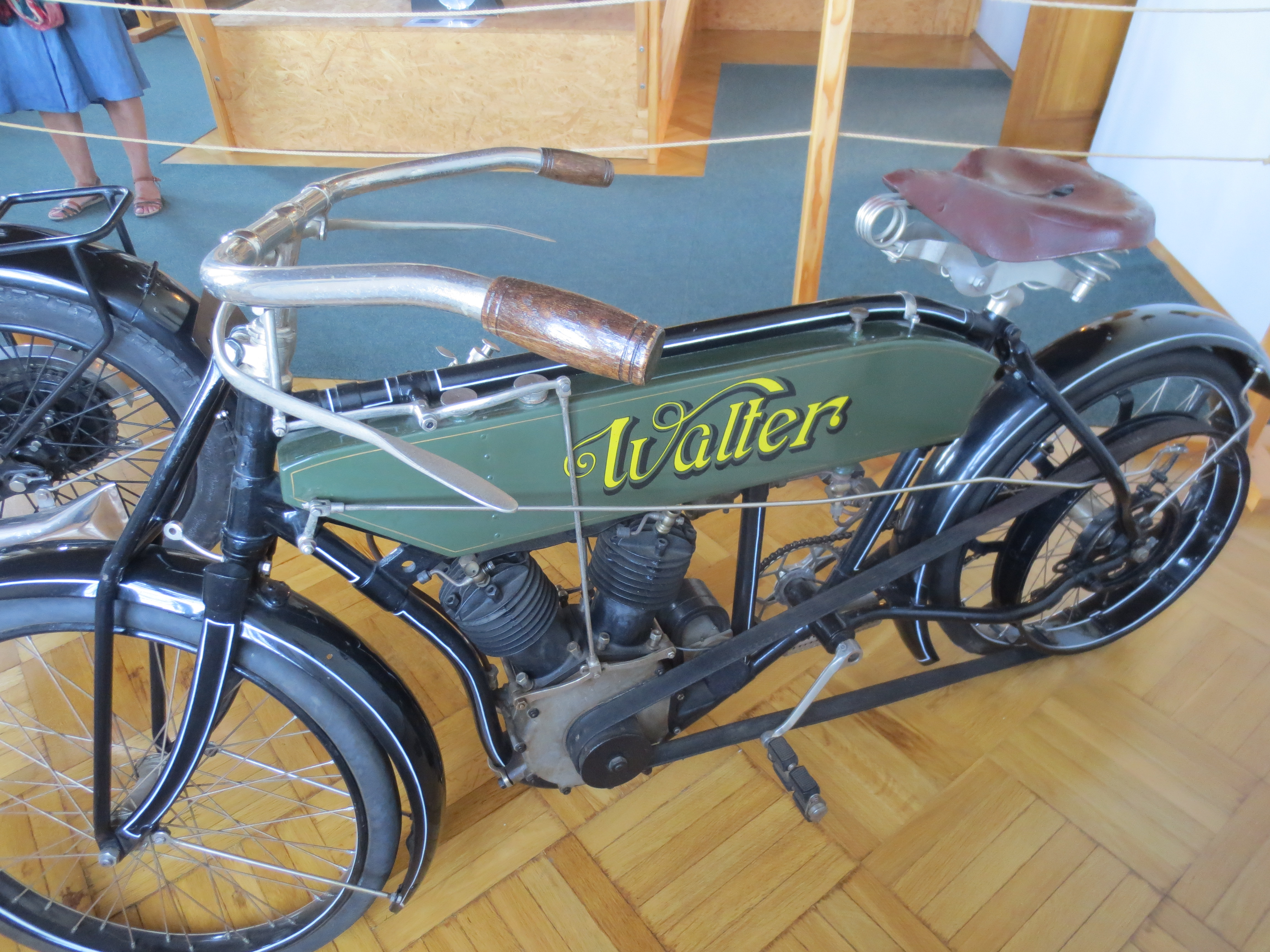
Walter typ B (1913) v expozici na hradě Kámen 2019
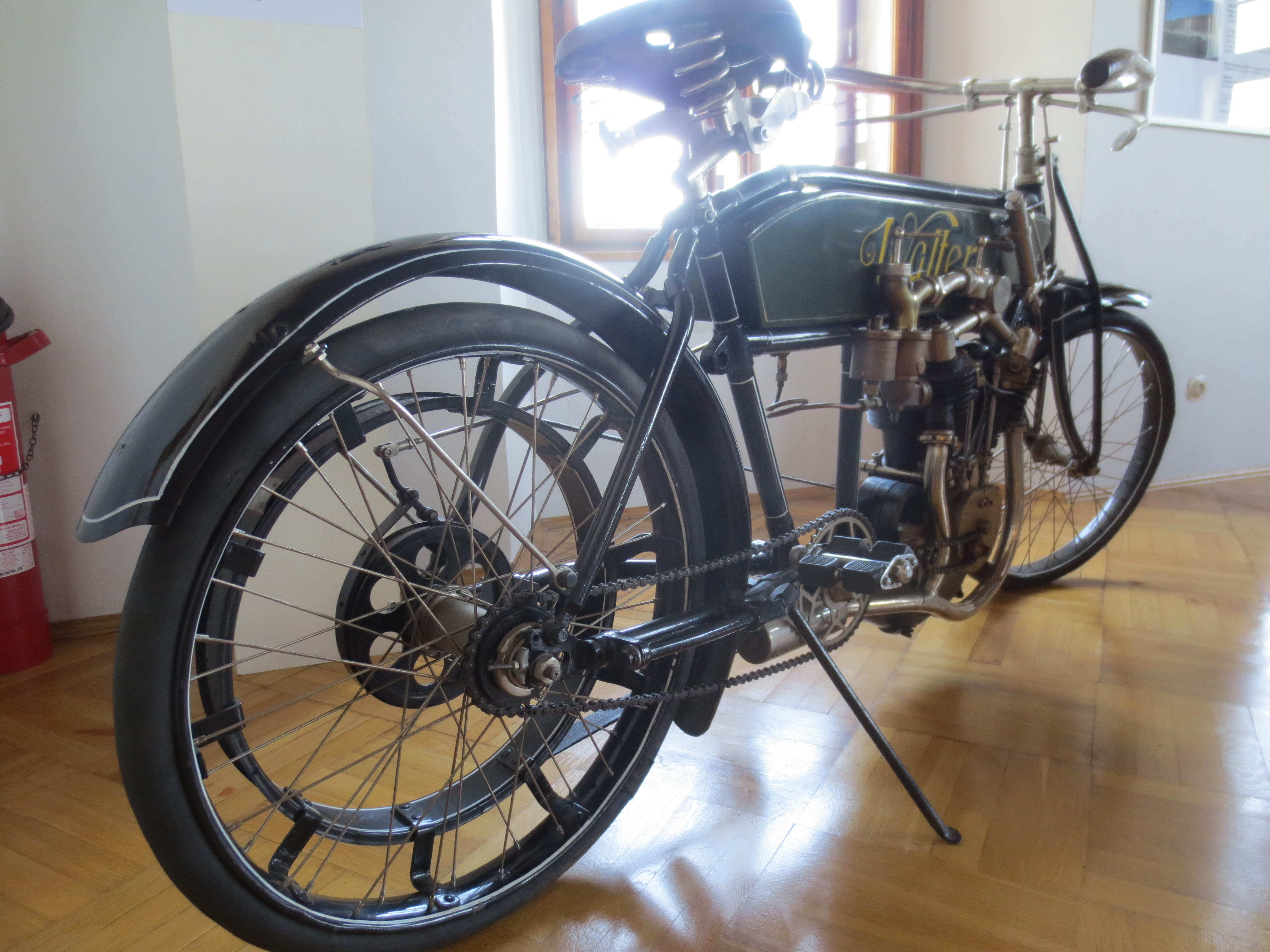
Walter typ B, pomocný řetězový pohon
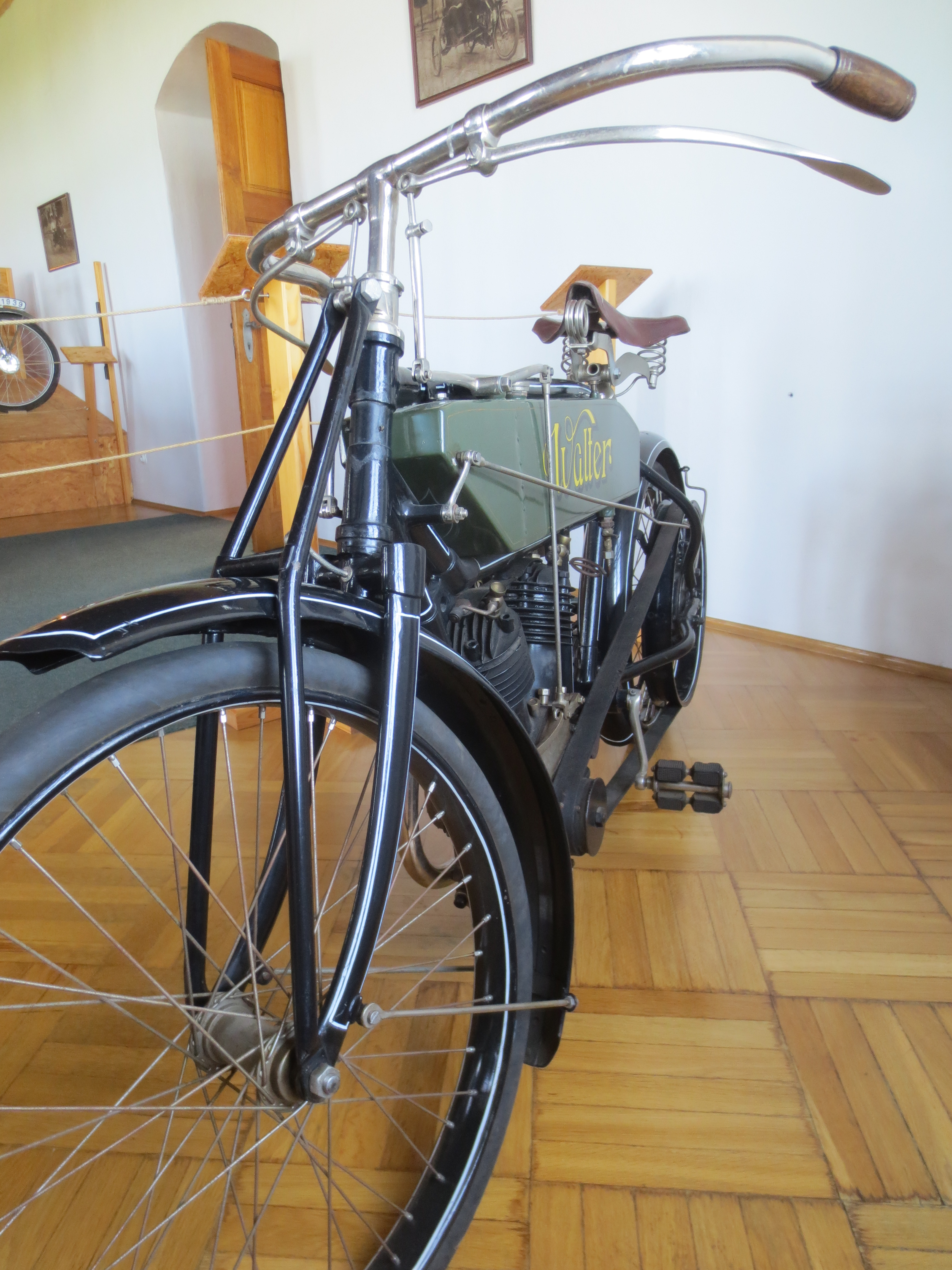
Walter typ B (1913), přední vidlice
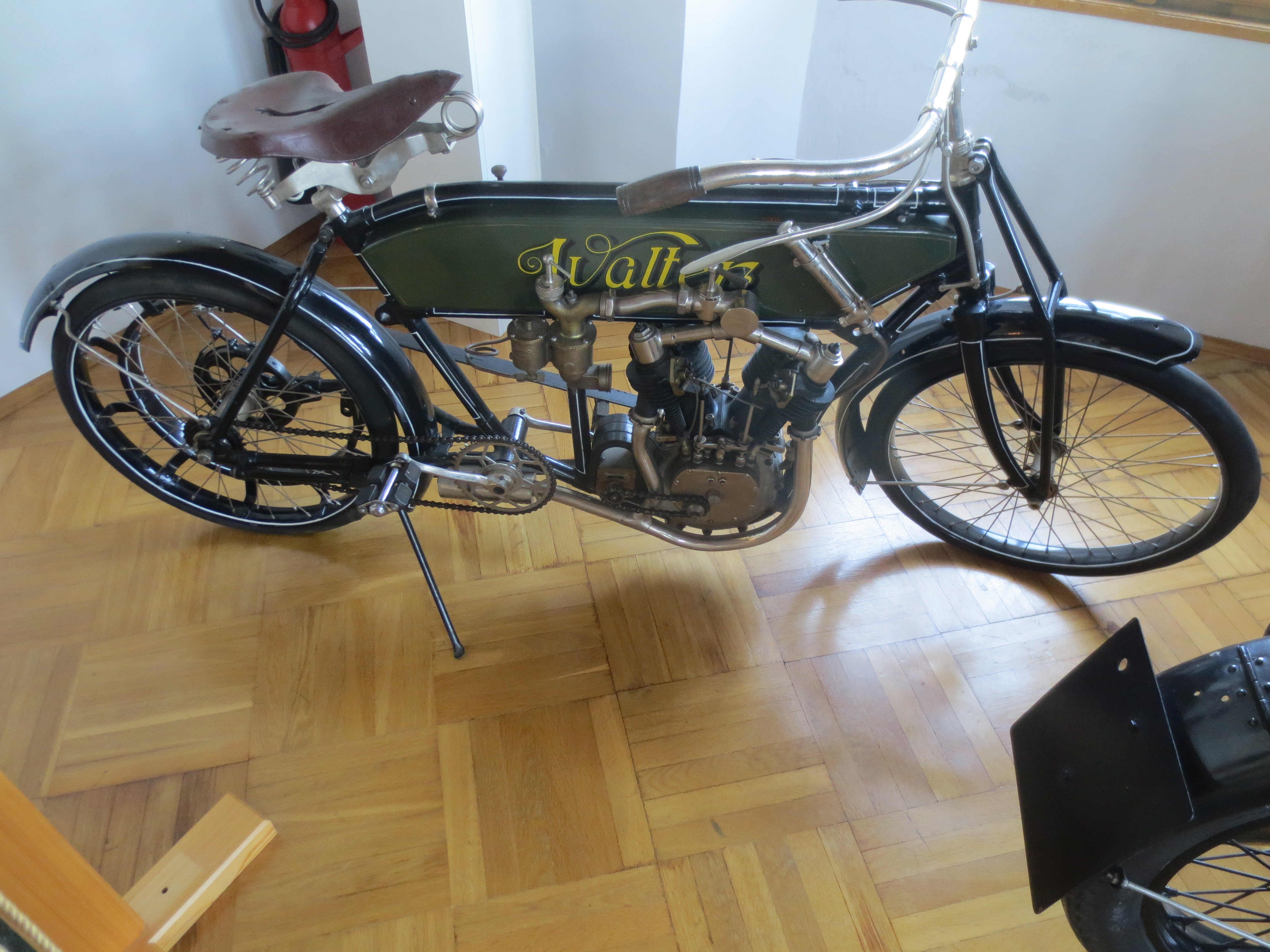
Walter typ B (1913)
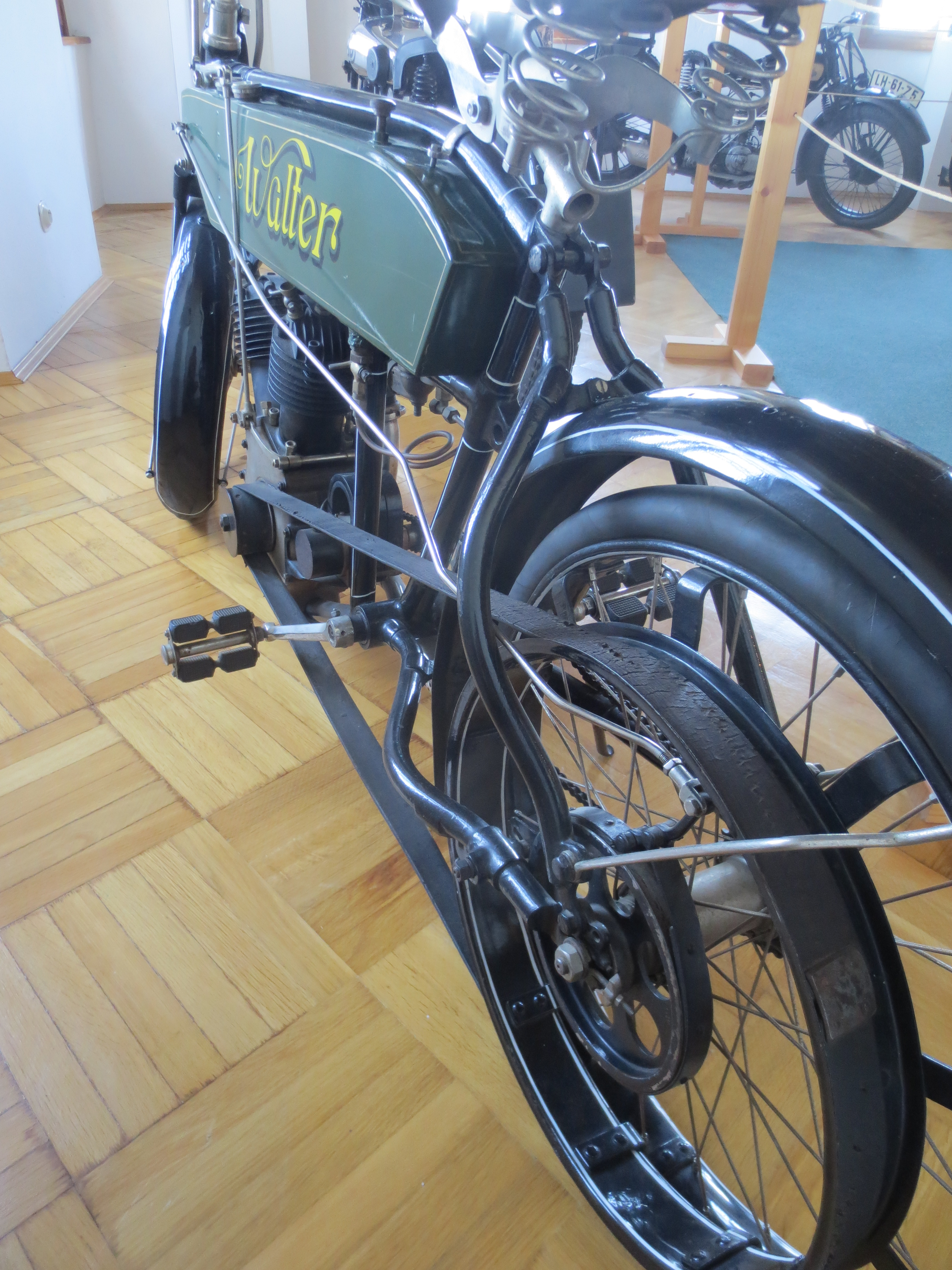
Walter typ B, pohon zadního kola
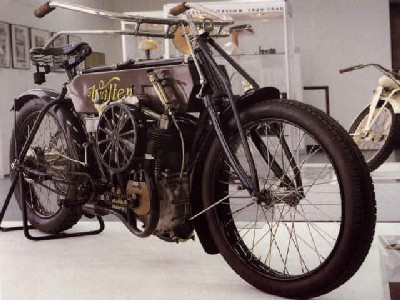
Walter typ B (1909)
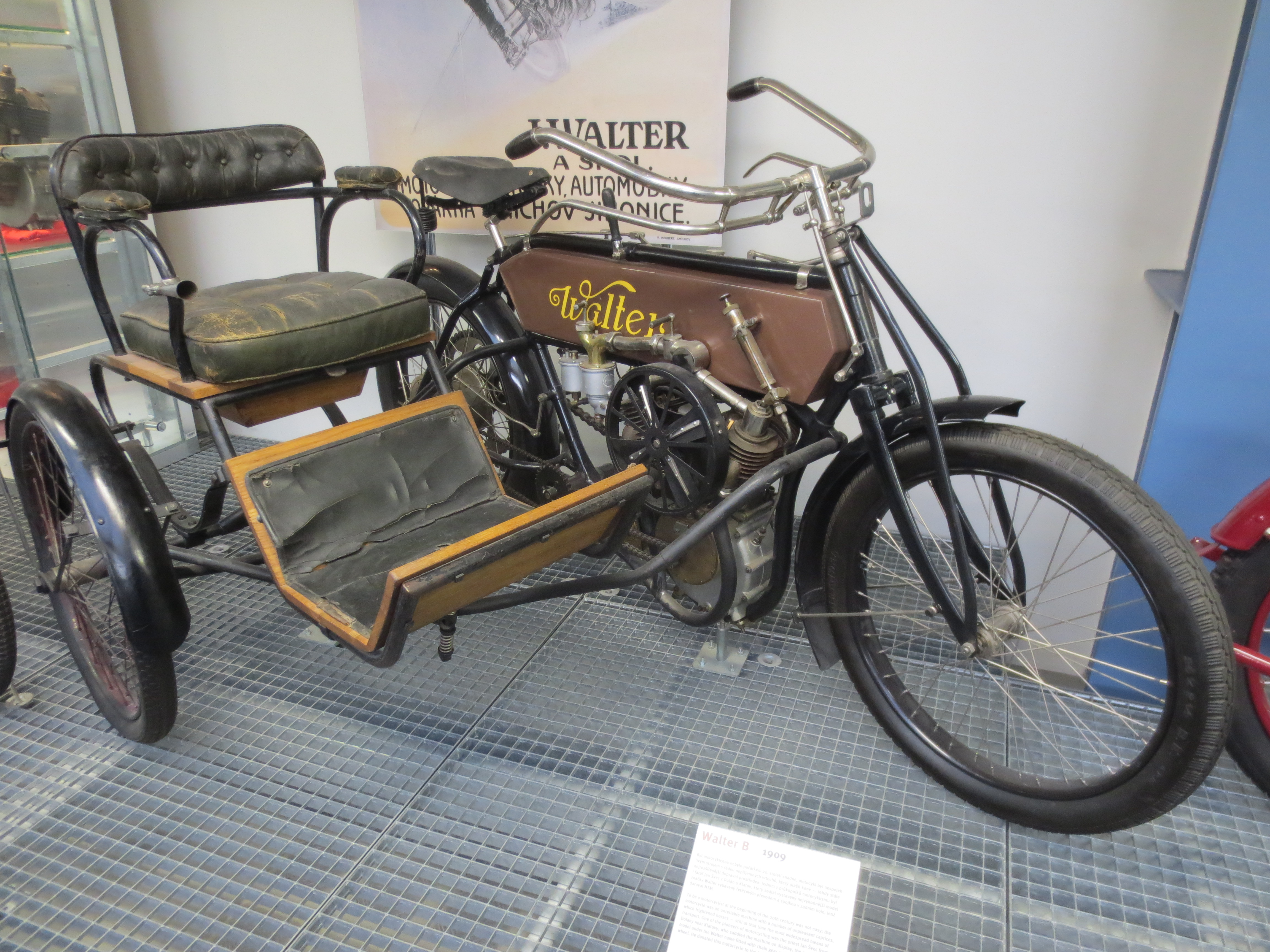
Walter typ B s přívěsným vozíkem (1909) v NTM 2018
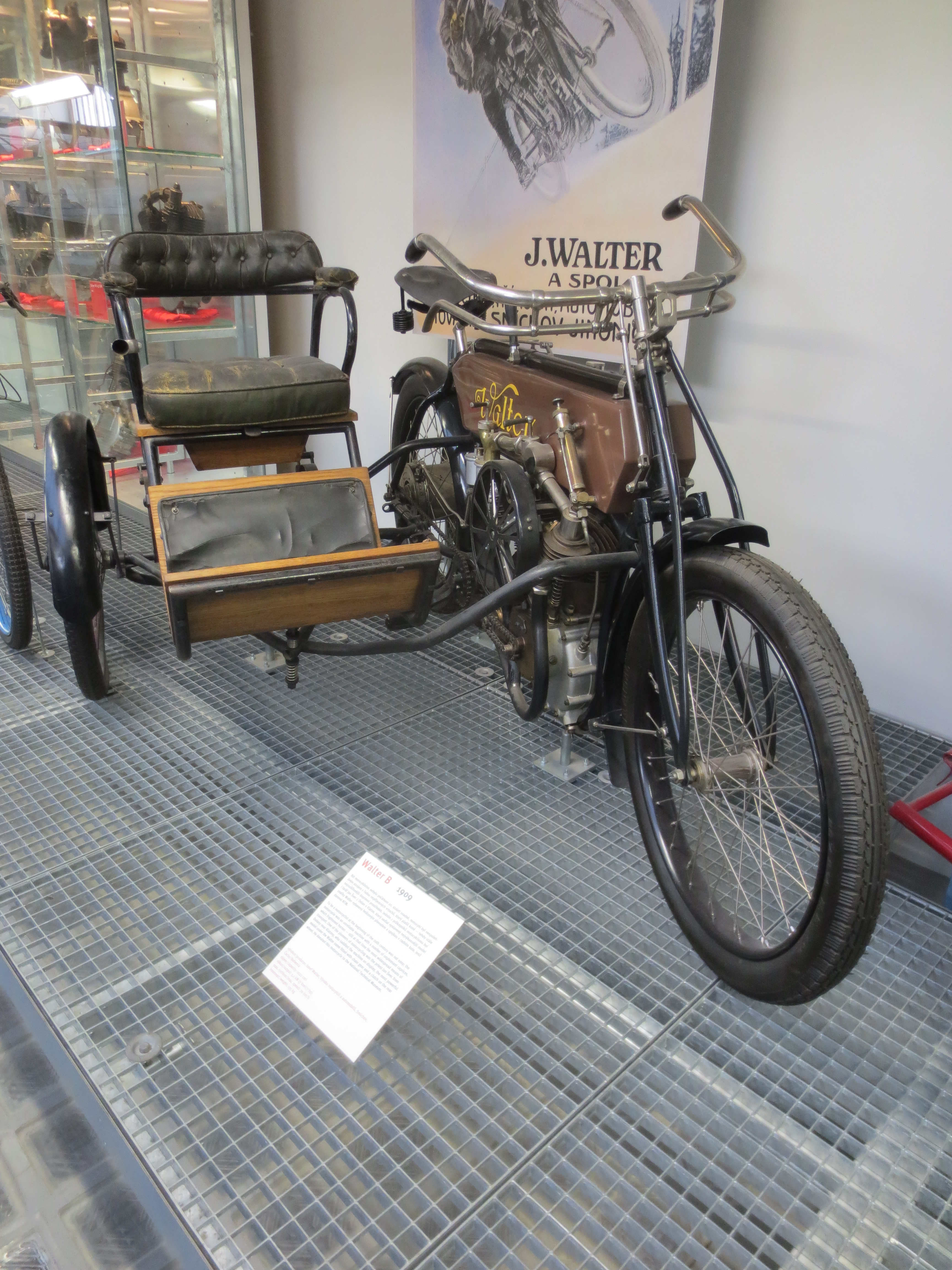
Walter B s přívěsným vozíkem, čelní pohled
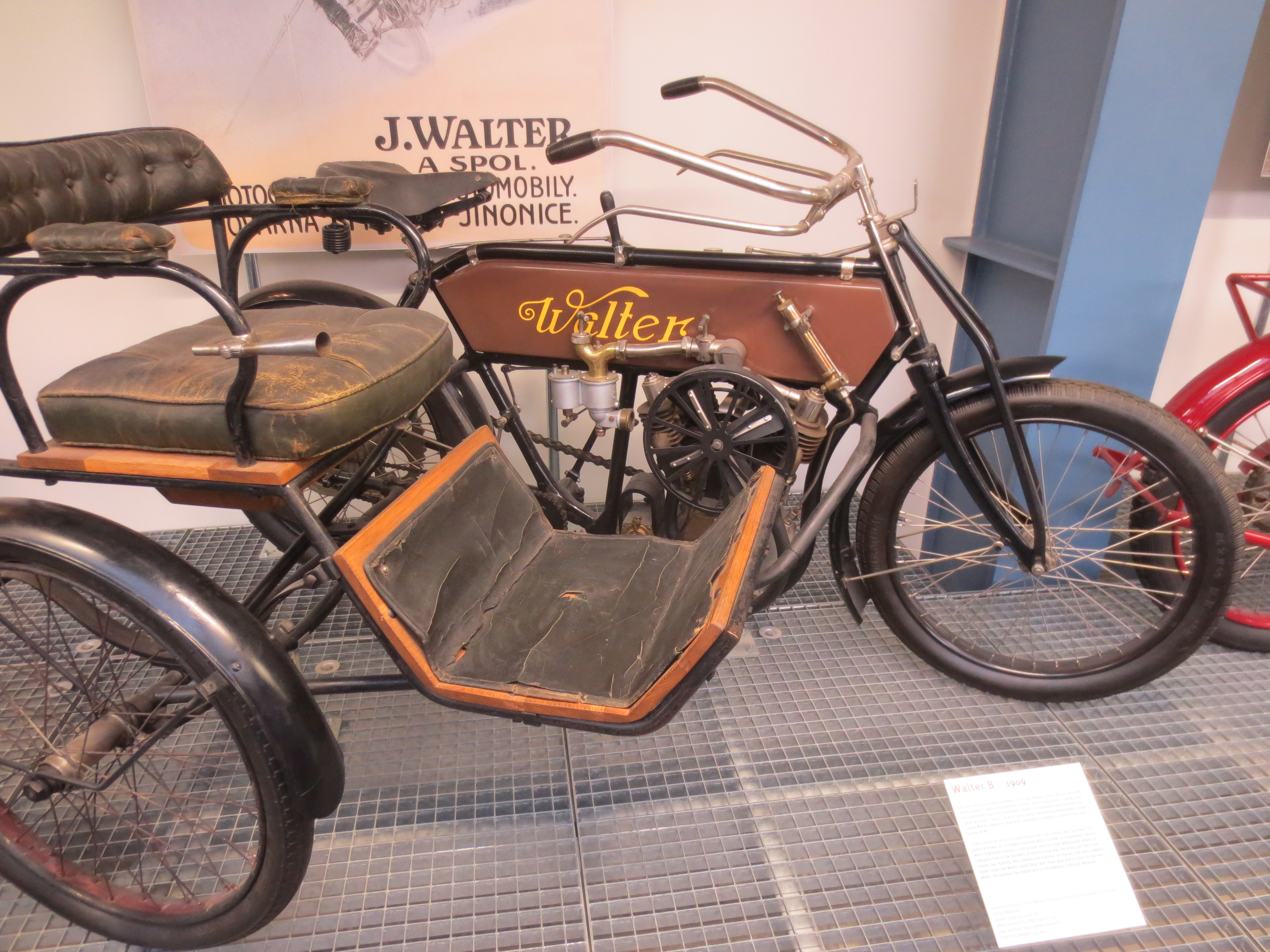
Walter typ B s přívěsem